# Matthias Bernhard Braun
Matthias Bernhard Braun, cz. Matyáš Bernard Braun (ur. 24 lutego 1684 w Sautens koło Innsbrucku w Tyrolu, zm. 15 lutego 1738 w Pradze) – rzeźbiarz reprezentujący styl śląskiego baroku w Czechach.

## Życie i twórczość

### Dzieciństwo i nauka

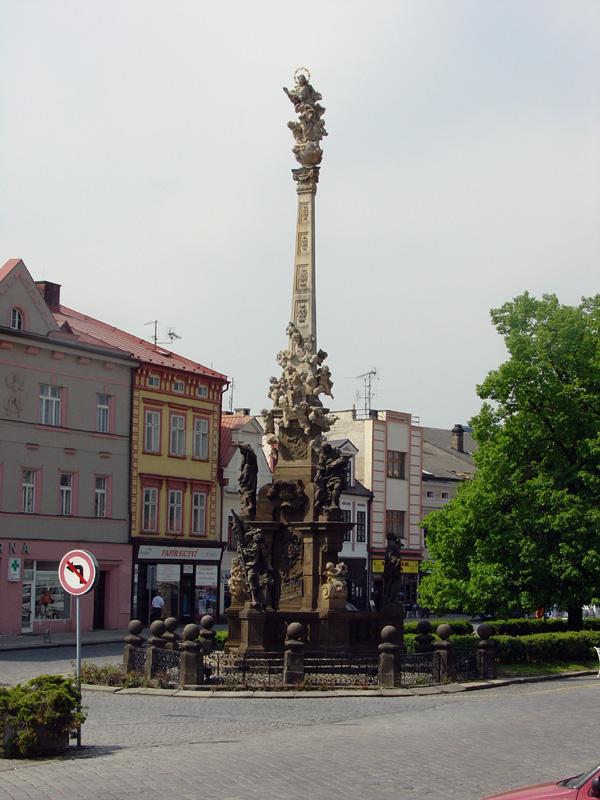
Kolumna morowa w Jaroměřu

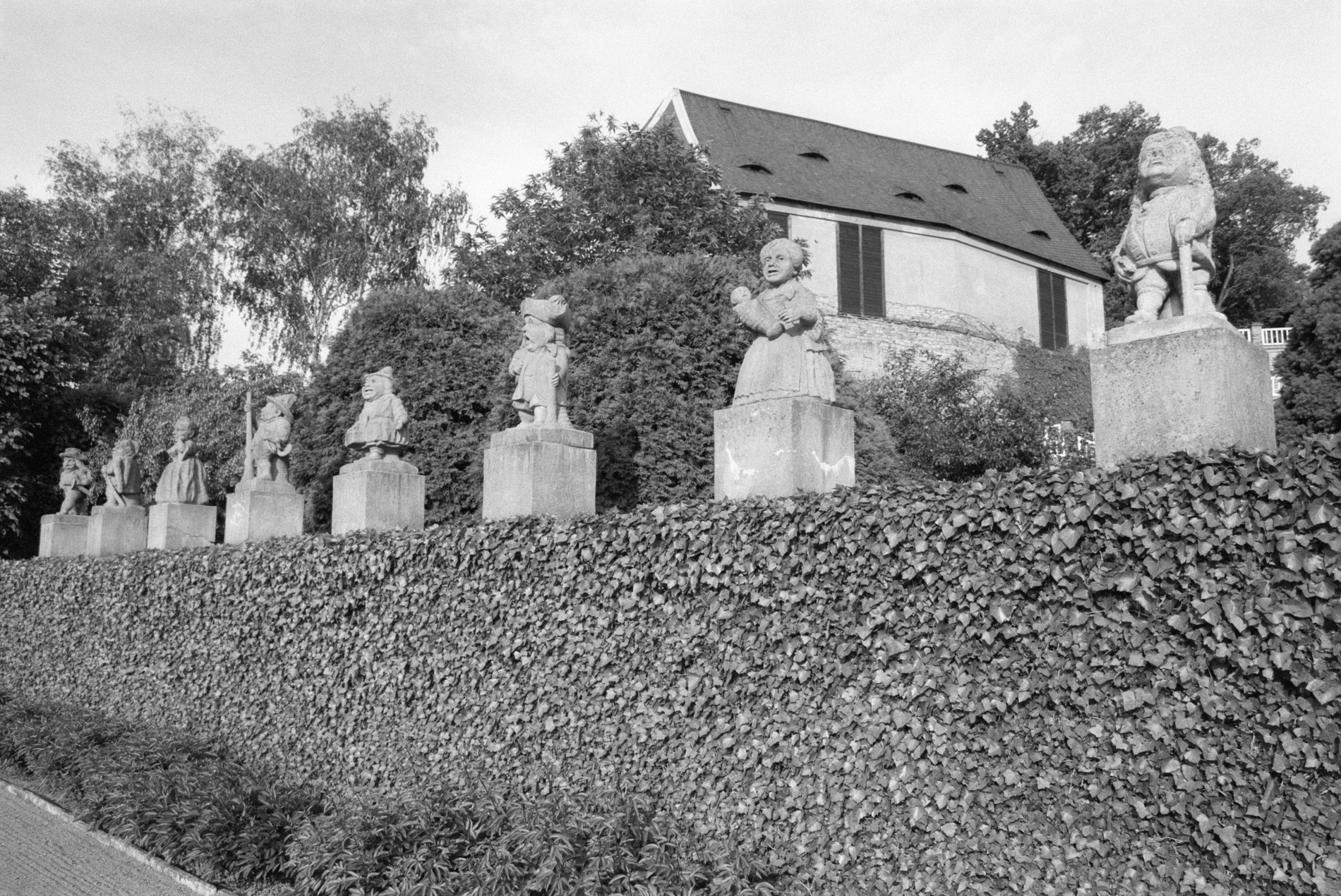
Karły w parku pałacowym w Nowym Mieście nad Metują

Matthias Bernhard Braun urodził się jako piąte dziecko Jacoba Brauna i Magdalene z domu Neureuter. Pierwotnie uczył się rzeźbienia w drewnie w warsztacie Andreasa Thamascha, zdobywając doświadczenie przy przebudowie cysterskiego opactwa w Stams ze stylu romańskiego na wczesnobarokowy. Dzięki cystersom, zainteresowanym wykształceniem nowego rzeźbiarza, młody Braun wyjechał w 1699 do Włoch, gdzie studiował włoską rzeźbę w Rzymie, Bolonii, Florencji i Wenecji. Miało to wyraźny wpływ na jego późniejsze rzeźby (szczególnie prace takich mistrzów jak Michelangelo Buonarroti i Gian Lorenzo Bernini). Po powrocie w 1704 Braun znalazł się bez zajęcia – prace przy przebudowie opactwa w Stams zostały wstrzymane.

### Okres czeski
Około 1710 Braun przybył do Pragi i po wykonaniu swojej pierwszej pracy – rzeźby św. Ludgardy (Sen św. Ludgardy) na Moście Karola stał się od razu popularnym artystą. Osiadł w Pradze i został jednym z mieszczan Nowego Miasta (1711), założył warsztat słynący przez następne 30 lat z drewnianych i kamiennych rzeźb. W swojej pracowni miał zwykle około 6 uczniów, którzy tworzyli pełnowymiarowe rzeźby z piaskowca na podstawie glinianych lub drewnianych modeli mistrza – ten zaś je poprawiał, wykańczał lub modyfikował. W ten sposób wykształcił wielu uczniów, którzy rozproszyli się później po Czechach i Śląsku, tworząc oryginalny styl śląskiej rzeźby barokowej. Współpracował także z takimi artystami doby baroku jak Peter Johann Brandl, František Maximilian Kaňka i Václav Vavřinec Reiner. Tu też Braun się ożenił z Elisabeth Myselius (cz. Eliška Myseliusova) w 1717 i tu urodziło się pięcioro jego dzieci, z których żadne nie poszło w ślady ojca.
W 1712 Braun został wynajęty przez hrabiego Franza Antona Sporcka (czes. František Antonín Sporck) do ozdobienia rzeźbami jego nowo wybudowanej rezydencji w Kuksie koło Dvoru Králové nad Labem. Zamówienie zostało wykonane w kilku etapach. W latach 1722–1732 w naturalnej skale stworzył serię rzeźb i płaskorzeźb w Betlém koło Kuksu. Powstały też inne prace dla Sporcka – m.in. do rezydencji w Lysej nad Labem.
W latach 1716–1721 warsztat Brauna stworzył 170 płaskorzeźb i rzeźb do kościoła jezuickiego pw. św. Klemensa w Pradze. W samym 1718 warsztat, poza rzeźbami do Kuksu, stworzył takie dzieła jak Kolumna św. Trójcy w Cieplicach, rzeźbiarska dekoracja prospektu organowego i 2 ołtarzy kościoła św. Klemensa w Pradze, dekoracja rzeźbiarska pałacu i kościoła w Cítolibach, rzeźby dla pałacu Czerninów na Hradczanach w Pradze.

### Późne lata
Warsztat Brauna w 1725 osiągnął roczny dochód 900 guldenów. Liczba zamówień była coraz trudniejsza do zrealizowania przez schorowanego Brauna. Postępująca gruźlica, choroba dość częsta wśród ówczesnych rzeźbiarzy, ograniczyła prace Brauna do wykonywania samych modeli i wykańczania rzeźb. Warsztat przejął jego siostrzeniec Antonín Braun.
W 1738 Matthias Bernhard Braun zmarł w Pradze. Wraz ze śmiercią Antonína Brauna w 1742 przestał działać najbardziej znany warsztat rzeźby czeskiego baroku.

## Ważniejsze dzieła

### Praga
- Rzeźby na Most Karola:
  - św. Ludgarda (1710),
  - św. Iwo (1711),
  - św. Wacław i św. Ludmiła (ok. 1720).

- Pałace:
  - Clam-Gallas,
  - Czerninów (Hradczany),
  - Thun-Hohenstein,
  - Vrtbovský palac,
  - Velkopřevorský palac.

- Inne:
  - Klementinum,
  - Villa Amerika.

### Kuks
- Alegorie 8 Cnót i Przywar (1713),
- Anioły Chwalebnej i Bolesnej Śmierci,
- Alegoria Wiary (1719),
- Alegorie Prawdy i Sprawiedliwości (1720),
- Betlém (1722–1732).

### Inne

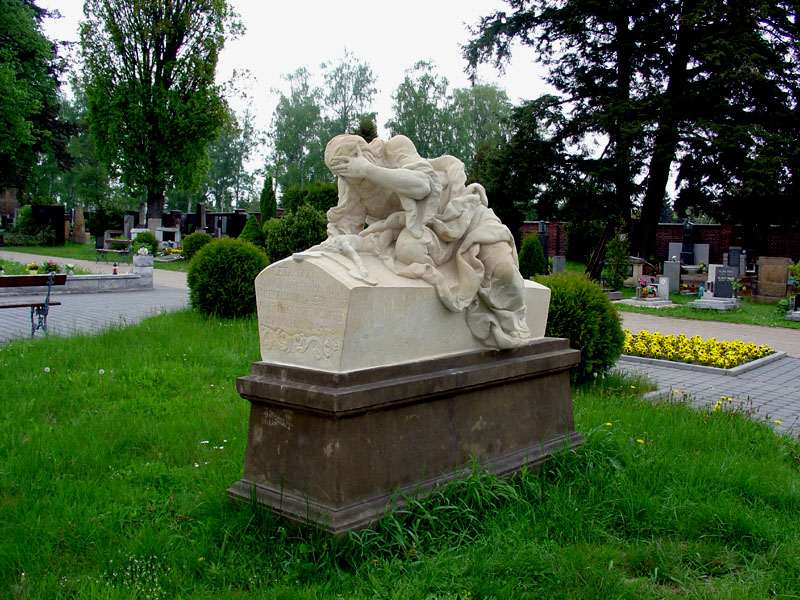
Kopia rzeźby Kobieta Płacząca na cmentarzu w Jaromierzu

- Stará Boleslav: rzeźby do bazyliki pw. św. Wacława, ołtarz kościoła pw. Wniebowstąpienia Marii,
- Benešov: rzeźby św. Wojciecha i św. Prokopa do kościoła farnego pw. św. Mikołaja,
- Duchcov: rzeźby do zamku,
- Hořovice: rzeźby do parku zamkowego,
- Jaroměř: kolumna morowa na rynku, Kobieta Płacząca na cmentarzu (nagrobek teściowej artysty A. Miseliusovej),
- Kladruby: rzeźby do kościoła mariackiego,
- Konopiště: rzeźby Bellony i Marsa do zamku,
- Libčany: nagrobek Petra Straki z Nedabylic,
- Litomyšl: rzeźba Perseusza do parku zamkowego,
- Lysá nad Labem: rzeźby do zamku i pałacu,
- Nové Město nad Metují: rzeźby 24 karłów do parku zamkowego,
- Teplice: kolumna św. Trójcy,
- Trutnov: rzeźba św. Jana Nepomucena,
- Valeč: kolumna św. Trójcy i 32 rzeźby do parku zamkowego,
- Citoliby: wystrój kościoła pw. św. Jakuba i zamku.